# الحزب الديمقراطي الاجتماعي الكولومبي
الحزب الديمقراطي الاجتماعي الكولومبي (بالإسبانية: Partido Socialdemócrata Colombiano) هو حزب سياسي (يسار الوسط) في كولومبيا.
الديمقراطية الاجتماعية هي أيديولوجية سياسية تدعم التدخلات الاقتصادية والاجتماعية لتعزيز العدالة الاجتماعية في إطار الاقتصاد الرأسمالي، ونظام السياسة الذي يتضمن أحكام دولة الرفاهية، وترتيبات المفاوضة الجماعية، وتنظيم الاقتصاد في المصلحة العامة، وإعادة توزيع الدخل والثروة والالتزام بالديمقراطية التمثيلية.
في الانتخابات التشريعية لعام 2002، كان الحزب واحداً من الأحزاب الصغيرة العديدة التي حققت التمثيل النيابي.